# ناثان لونغ (مؤلف)
ناثان لونغ (بالإنجليزية: Nathan Long)‏ (1950)؛ كاتب سيناريو وروائي أمريكي.

## روابط خارجية
- ناثان لونغ على موقع IMDb (الإنجليزية)
- ناثان لونغ على موقع قاعدة بيانات الفيلم (الإنجليزية)